# Фолькер Ронге
Фолькер Ронге (нім. Volker Ronge; нар. 2 лютого 1943, Гурау, Нижня Сілезія) — німецький соціолог і політолог.

## Біографія
Фолькер Ронг, чия сім'я втекла в 1945 році з Гурау, провів дитинство в Ольденбурзі. Після закінчення школи в 1962 році, Фольк Ронг служив 3 роки в армії. Після служби, в 1965 році, він вступив у Вільний університет Берліна, де вивчав політологію і юриспруденцію і захистив диплом з політології. З 1969 року він 3 роки працював у дослідницькому проекті «Політичне планування у ФРН», який був фінансований німецьким науково-дослідним товариством.
У 1972 році Фолькер Ронг захистив дисертацію в Бременському університеті і переїхав у Штарнберг, де працював в якості наукового співробітника в Інституті по дослідженню умов життя науково-технічного світу Товариства Макса Планка під керівництвом Карла Фрідріха фон Вайцзеккера і Юргена Хабермаса. У 1976 році Фолькер Ронг захистив докторську дисертацію з політології в Вільному університеті Берліна. У 1979 році він став директором інституту з вивчення громадської думки Infratest в Мюнхені.
У 1982 році Берзький університет запросив Фолькера Ронге на посаду професора загальної соціології зі спеціалізацією «Макроструктурний аналіз суспільства». Кілька років Ронге був деканом відділення суспільних наук. У 1991 році він став проректором з планування та фінансів. З 1999 по 2008 рік Фолькер Ронге був (п'ятим) ректором Берзького університету Вупперталя, основаного в 1972.

## Робота в якості гостьового професора
В якості гостьового професора Фолькера Ронге запрошували викладати в Роскілле (Данія), Інсбрук (Австрія), Лейден (Нідерланди), Кошиці (Словаччина), Калінінград (Росія), а також в Берлін і Мюнхен.

## Робота і проекти в Росії, Білорусі та Україні
- 1993 р.: Консультація російського уряду щодо міграційної політики (в якості експерта IOM — International Organisation for Migration)
- 1996—1998 рр.: Консультація російського уряду щодо соціальної політики (в якості експерта в програмі Євросоюзу TACIS — Technical Assistence to the Commonwealth of Independent States)
- З 2006 року: німецько-російські літні та зимові школи по соціології Сушнево/Москві, Стайках і Раубичах/Мінську, в Уфі і Києві
- Спільно з локальної газетою «Вперед» petušinskogo району vladimir області району Фолькер Ронге опублікував серію статей про життя в тому місті, в якому він проживав в той момент — Траунштайне — для того, щоб познайомити читачів з життям німецького містечка, за структурою схожого на Півники.
- Проект «Менеджмент в сфері культури»: Спільно з Башкирської академією державної служби та управління при президентові республіки Башкортостан в Уфі Фолькер Ронге провів дослідження з вивченням кількох конкретних випадків з питання менеджменту в сфері культури. У проекті також брали участь Ганна Травкіна з Москви, Галія Хісматулліна, викладач німецької мови з Башкирського державного університету і Хельмут Хопп, професор з Людвигсбургской вищої школи управління.
- У співпраці з літературним журналом в Уфі «Бельську простори» Фолькер Ронге ініціював публікацію рецензій на книги сучасних німецьких авторів, перекладені на російську мову.
- Фолькер Ронге підготував та опублікував у співпраці з Білоруським державним університетом інформатики і радіоелектроніки серію статей з маркетингу. Їх відмінною рисою стала соционаучная подача, на відміну від більшості публікацій з маркетингу, які мають прикладний характер[1].

За всіма проектами (крім консультації російського уряду) стояло бажання Фолькера Ронге привнести в російську, білоруську і українську науку/журналістику щось нове. У Росії Фолькер Ронге дуже часто не обирав московські організації як своїх партнерів.
Його проекти майже ніколи не мали спонсорів, сам Фолькер Ронге при цьому майже ніколи не отримував гонорарів. Всі свої проекти Ронге реалізовував за рахунок свого наукового ідеалізму і залученості в свою справу.

## Зимові та літні школи

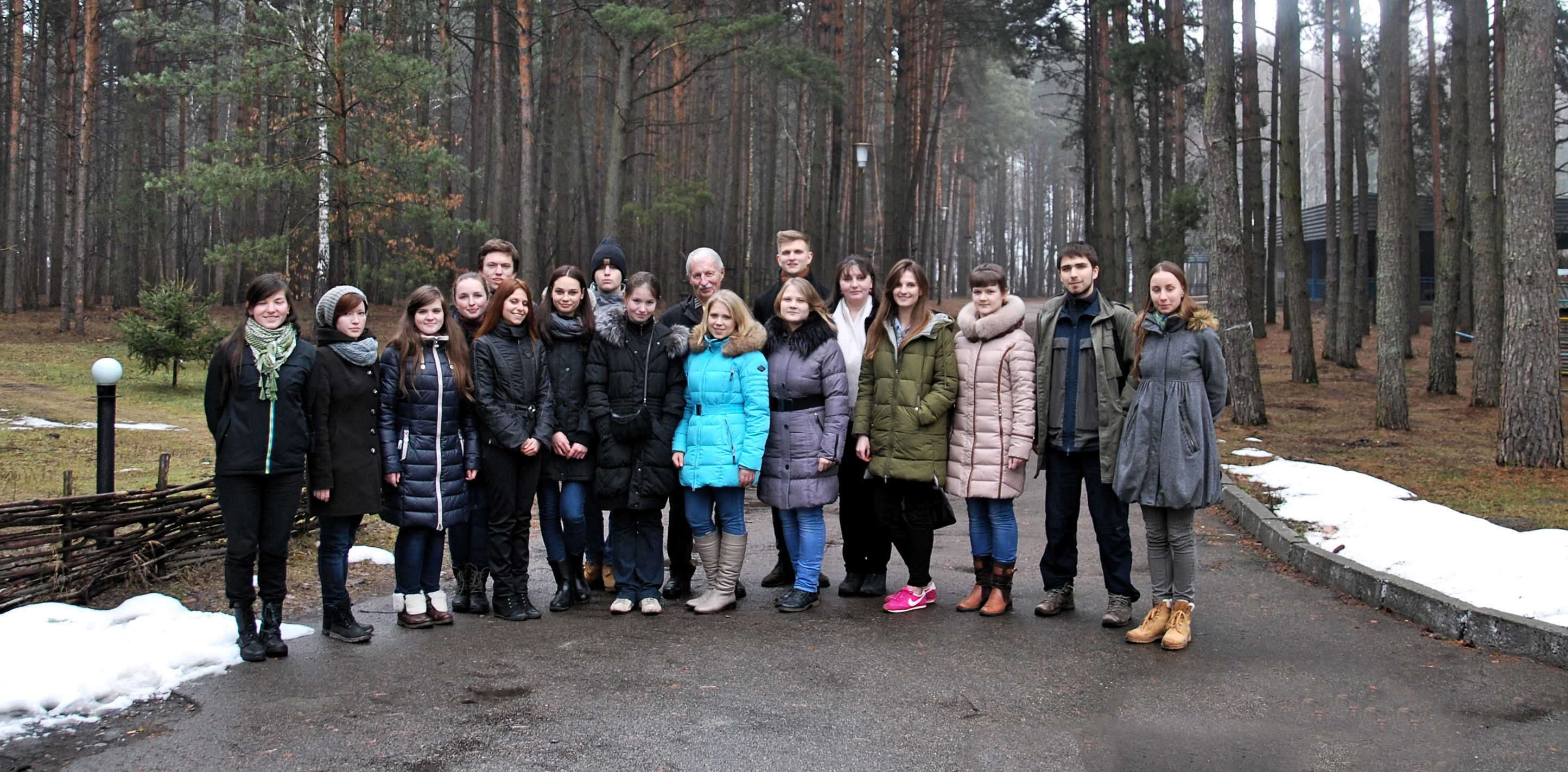
Зимова школа Фолькера Ронге. Київ, 2015 рік.

Для своїх зимових і літніх шкіл Фолькер Ронге розробив педагогічну концепцію, яка лягла в основу кожної літньої або зимової школи. Фолькер Ронге вибирав приємне місце поза університету, де студенти ночували, снідали, обідали і вечеряли, збирав групу з 12-20 студентів з різних країн, міст і з різних університетів. Протягом одного тижня 24 години на добу студенти були разом — один з одним і професором. Основною програмою літніх і зимових шкіл були лекції німецькою мовою за темами на стику соціології, економіки, ЗМІ та журналістики, які Фолькер Ронге читав самостійно. Лекції змінювалися практичними завданнями в невеликих групах. Крім лекцій для студентів були організовані екскурсії: як культурні (музеї та прилеглі міста), так і виробничі (видавництва, туристичні компанії, на фабрики і заводи).
Джерела фінансування Фолькер Ронге знаходив у Німеччині самостійно. Найчастіше літні та зимові школи фінансував сам професор. Але були і випадки, коли Ронге знаходив спонсорів у своєму оточенні. Для студентів участь в літніх і зимових школах було повністю безкоштовним.
Дуже багато студентів з Росії, Білорусі та України скористалися можливістю участі в літніх і зимових школах, і всі відзначили, що участь у них було неймовірно корисним. У зимових і літніх шкіл були свої прихильники: багато учасників брали участь у школах професора кілька років поспіль.

## Почесні ступені
Фолькер Ронге є:
- почесним доктором Технічного університету в Кошицях у Словаччині (ступінь отримав в 2004 році);
- почесним доктором Білоруського державного університету інформатики і радіоелектроніки в Мінську (ступінь отримав у 2009 році);
- почесним доктором Башкирського державного університету в Уфі (ступінь отримав в 2014 році);
- почесним професором Башкирської академії державної служби та управління при президентові республіки Башкортостан в Уфі (ступінь отримав у 2012 році);
- почесним професором Академії Медіаіндустрії в Москві (ступінь отримав в 2013 році).